# Warhammer 40,000: Dawn of War II - Retribution
 (août 2010).
Si vous disposez d'ouvrages ou d'articles de référence ou si vous connaissez des sites web de qualité traitant du thème abordé ici, merci de compléter l'article en donnant les références utiles à sa vérifiabilité et en les liant à la section « Notes et références ».
Warhammer 40,000: Dawn of War II - Retribution est la seconde extension du jeu vidéo de stratégie en temps réel Warhammer 40,000: Dawn of War II. Sortie le 1er mars 2011, elle est développée par Relic Entertainment et éditée par THQ,.

## Synopsis
L'histoire prend place 10 ans après les évènements de Dawn of War II: Chaos Rising. Ce titre permet aux joueurs de choisir leur destin dans la première campagne multi-race de la série Dawn of War II.
À la suite de la corruption du sous-secteur Aurelia, l'Ordo Malleus, la branche de la Sainte Inquisition de l'Imperium chargée de lutter contre le Chaos, s'est mise en route pour purifier les mondes du sous-secteur via l'Exterminatus. Cependant, l'Inquisitrice Adrastia de L'Ordo Hereticus, envoyée en avant-garde, promet que le sous-secteur sera épargné si la source de la corruption, le Maître du Chapitre Azariah Kyras des Blood Ravens, est retrouvée et détruite. Cet objectif sera donc au cœur de la quasi-totalité des campagnes.

## Système de jeu

### Campagne
Dans Dawn Of War II - Retribution, le joueur peut pour la toute première fois prendre le contrôle de n'importe quelle race pour parcourir la campagne, y compris la Garde Impériale, implémentée pour l'occasion. Il y a donc 6 races jouables en solo :
- les Space Marines (menés par le Capitaine Diomedes) ;
- les Space Marines du chaos (menés par le Seigneur Eliphas) ;
- les Tyranides (menés par le Seigneur-Prince Tyranide) ;
- les Orks (menés par le Kaptain Bluddflagg) ;
- les Eldars (menés par l'Autarque) ;
- la Garde Impériale (menée par le Seigneur-Général Castor).

De nouvelles unités ont également été ajoutées :
- Land Raider Reedemer (Space Marine) ;
- Noises Marines (Space Marine du chaos) ;
- le Maitre des essaims (Tyranide) ;
- Chariot de guerre (Ork) ;
- Autarque (Eldar).

### Multijoueurs
Comme d'habitude, une poignée de cartes multijoueurs ont été ajoutées pour étoffer les affrontements entre joueurs. cependant, le Games For Windows Live, qui gérait les succès et listes d'amis, disparaît. C'est désormais Steam qui s'en charge, ce qui implique également que, bien que cette extension soit un "Stand Alone" (jouable sans le jeu d'origine), les possesseurs de Rétribution ne peuvent pas affronter ceux qui ne l'ont pas, et inversement.

## Accueil
| Dawn of War II - Retribution |      |       |
| Média                        | Pays | Notes |
| GameSpot                     | US   | 85 %  |
| Jeuxvideo.com                | FR   | 16/20 |
| PC Gamer                     | GB   | 88 %  |